# Kamvounia (Berg)
Die Kamvounia-Berge (griechisch Καμβούνια Όρη Kamvóunia Óri (n. pl.)) in Nord-Griechenland erheben sich bis auf 1615 m über dem Meer. Sie liegen an der Grenze zwischen Thessalien und Westmakedonien. Anteile der Berge gehören jeweils zu den Regionalbezirken Larisa, Kozani und Grevena. Zugang zum Berg ist vor allem über Deskati und Paliouria gegeben. Die Kamvounia schließen sich im Osten an den Olymp an, stößt im Nordosten an das Pieria-Gebirge, im Westen an das Chasia- und im Süden an das Antichasia-Gebirge. Im Norden grenzt auch der Stausee des Aliakmonas an. Die Höchsten Gipfel sind Vounasa (Βουνάσα, 1615 m) und Mavrolithara (Μαυρολίθαρα, 1363 m) ein kleines Hochplateau im Zentrum des Berges wird vom Tretimos (Τρέτιμος, 1092 m) überragt, von dem man einen guten Blick auf die umliegenden Gipfel hat.

## Flora und Fauna
Das Bergmassiv ist ziemlich kahl, nur auf der Nordseite haben sich die typischen Baumarten wie Steineiche, Pinie und verschiedene andere Gehölze teilweise gehalten.
Dementsprechend ist auch die Tierwelt zusammengesetzt. Die meisten Arten sind an das Leben in Steppenähnlichen Gebieten angepasst. Man findet wohl auch noch Wölfe, daneben gibt es vor allem Wiesel, Frettchen, Dachse und Füchse. Bei den Vogelarten sind vor allem Schlangenadler und Wiedehopf neben anderen erwähnenswert.